# Protexarnis nyctina
Protexarnis nyctina là một loài bướm đêm trong họ Noctuidae.